# Franz Schönhuber
Franz Xaver Schönhuber (ur. 10 stycznia 1923 w Trostberg, Bawaria, zm. 27 listopada 2005 w Monachium) – niemiecki polityk, dziennikarz, współzałożyciel i przywódca prawicowej partii Die Republikaner, deputowany do Parlamentu Europejskiego.
Uczęszczał do gimnazjum w Monachium, maturę zdał w 1942. Należał do Hitlerjugend i NSDAP, wstąpił ochotniczo do Waffen-SS. Na froncie II wojny światowej służył (m.in. jako tłumacz) w 33 Dywizji Grenadierów, złożonej z ochotników francuskich. Był odznaczony Krzyżem Żelaznym II klasy.
Po wojnie podjął pracę w dziennikarstwie. Publikował na łamach „Münchner Abendzeitung” i „Deutsche Woche”, był redaktorem naczelnym monachijskiej bulwarówki „tz”. Prowadził programy w stacji telewizyjnej Bayerische Rundfunk, przez pewien czas kierował redakcją wiadomości „Bayern Information”. W 1975 został przewodniczącym Stowarzyszenia Dziennikarzy Bawarskich, wchodził również w skład Niemieckiej Rady Prasowej.
Jego kariera dziennikarska załamała się po opublikowaniu autobiografii Ich war dabei (1981). Został oskarżony o skrajnie prawicowe poglądy oraz minimalizowanie zbrodni nazizmu, w efekcie utracił kierownicze stanowisko w Stowarzyszeniu Dziennikarzy Bawarskich oraz pracę w telewizji. Zajął się wówczas polityką. Wspólnie z byłymi członkami CSU Franzem Handlosem i Ekkehardem Voigtem powołał do życia we wrześniu 1983 partię prawicową Die Republikaner i został jej wiceprzewodniczącym. Dwa lata później objął stanowisko przewodniczącego. Partia Die Republikaner zyskała poparcie około 7% wyborców, co pozwoliło na obsadzenie mandatów w Parlamencie Europejskim w 1989; wśród deputowanych Die Republikaner znalazł się Schönhuber. Partia zdobyła także wiele mandatów w parlamentach lokalnych.
Naraził się na krytykę wewnątrz partii za kontakty z przedstawicielami innych partii niemieckiej skrajnej prawicy. W maju 1990 został zmuszony do ustąpienia ze stanowiska przewodniczącego Die Republikaner, ale wkrótce odzyskał funkcję lidera. Ostatecznie został odwołany w 1994 (w tym samym roku wygasł jego mandat w Parlamencie Europejskim); proponowany przez niego na następcę Rudolf Krause nie zyskał poparcia kolegów partyjnych. W 1995 Schönhuber wystąpił z partii i nawiązał bliższą współpracę z Niemiecką Unią Ludową (Deutsche Volksunion), kierowaną przez Gerharda Freya; z ramienia tej partii kandydował bez powodzenia w wyborach do Bundestagu w 1998. Publikował na łamach organu Niemieckiej Unii Ludowej „National Zeitung” oraz w prawicowym piśmie „Nation und Europa”.
We wrześniu 2005 został zgłoszony przez Narodowodemokratyczną Partię Niemiec (współpracującą z Niemiecką Unią Ludową) jako kandydat w wyborach do Bundestagu w Dreźnie; zajął na liście wyborczej miejsce zmarłej nagle Kerstin Lorenz i uzyskał poparcie 2,42% wyborców, co nie wystarczyło do zdobycia mandatu. Zmarł dwa miesiące później w wieku 82 lat, w wyniku komplikacji pogrypowych.
Poza autobiografią Ich war dabei opublikował kilkanaście książek, m.in. Freunde in der Not, Macht, Trotz allem Deutschland, Die Türken, In Acht und Bann, Die verbogene Gesellschaft, Le Pen – Der Rebell, Woher? Wohin? Europas Patrioten, Schluß mit deutschem Selbsthaß (z Horstem Mahlerem), Welche Chancen hat die Rechte?, Der missbrauchte Patriotismus, Die Volksverdummer – Persönliche Erfahrungen mit deutschen Medienleuten.